# Abenberg
Abenberg är en stad i Landkreis Roth i Regierungsbezirk Mittelfranken i förbundslandet Bayern i Tyskland.